# Milan Hegar
Milan Hegar (8. května 1921, Olomouc – 7. července 1987, Praha) byl český knižní grafik, písmař, typograf a pedagog.

## Život

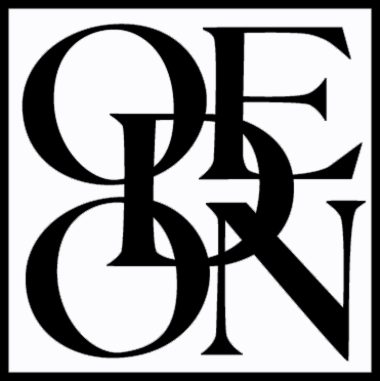
Značka nakladatelství Odeon (1967)

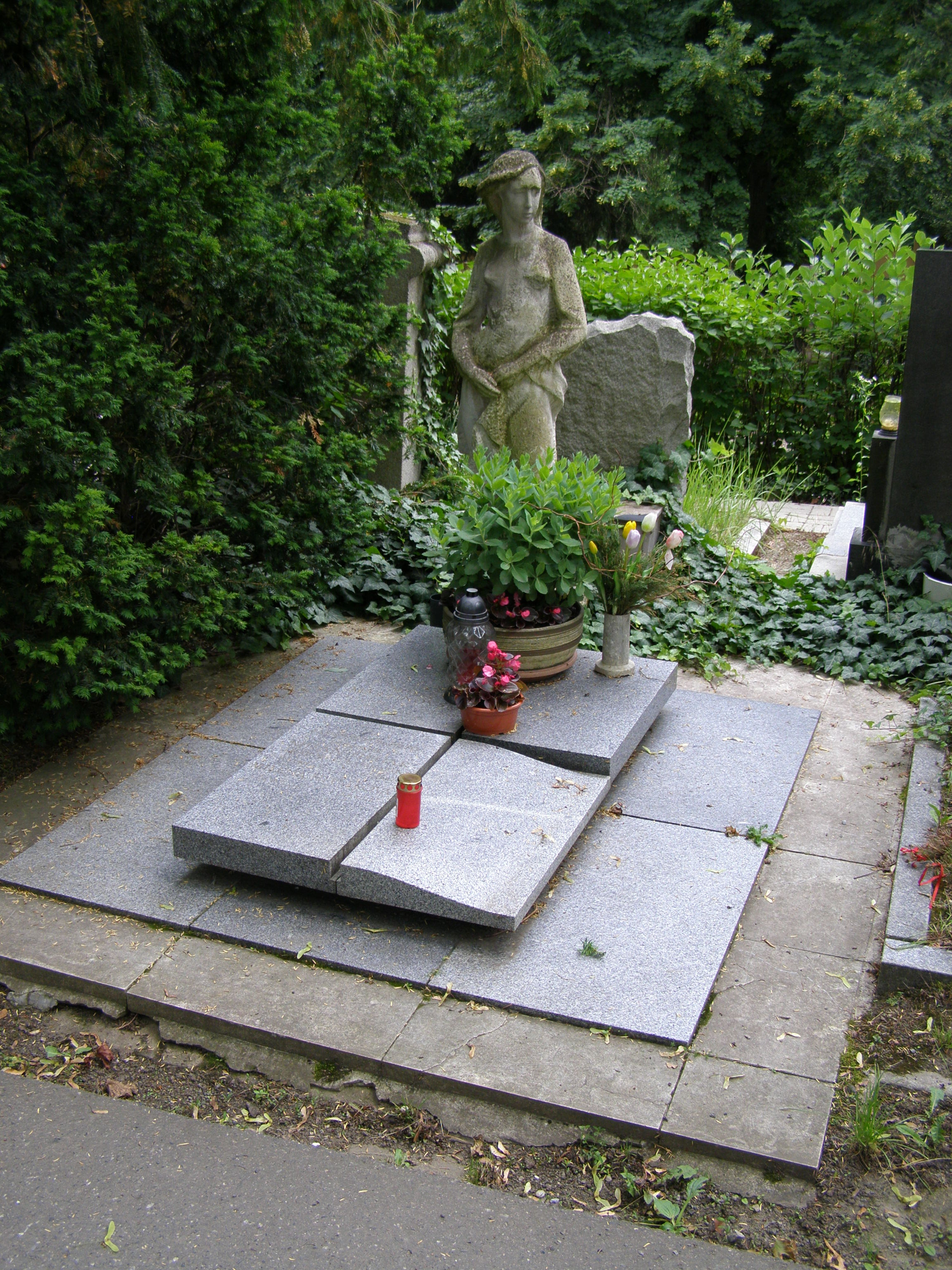
Hrob na hřbitově Malvazinky v Praze

V letech 1940–42 studoval na Škole užitého umění v Praze. Později absolvoval VŠUP v Praze, kde studoval v letech 1945–1950 ve Speciálním ateliéru užité grafiky ke knižní úpravě a plakátu Františka Muziky, s nímž spolupracoval na knize Krásné písmo, a od roku 1960 byl také Muzikovým odborným asistentem. Od roku 1972 působil v pozici vedoucího Speciálního ateliéru knižní kultury a písma na téže škole. Roku 1978 byl jmenován profesorem.

## Dílo
V roce 1950 začal působit jako grafik v podniku zahraničního obchodu Skloexport a o rok později se stal vedoucím oddělení grafiků v Československé obchodní a průmyslové komoře. Je autorem návrhů poštovních známek a plakátů, největší část jeho výtvarné činnosti však patří knižní grafice. Písmo kreslené i psané, kaligrafické i odvozené z historických typů je jedním z hlavních Hegarových příspěvků české typografické tvorbě. Navrhoval souborná vydání děl některých českých spisovatelů, např. spisy Ivana Olbrachta, později Světovou knihovnu, řadu knižních edic i jednotlivých titulů pro Odeon i další nakladatelství.